# Ella vive en mi EP
Ella vive en mi EP es el nombre del primer EP Digital del cantante español Álex Ubago, Fue lanzado a través de iTunes (España) por Warner Music el 6 de noviembre de 2012. 
Este material contiene 2 canciones inéditas y una versión en solitario del tema "Estar contigo" que originalmente lanzó en 2010 cuando formaba parte de la agrupación Alex, Jorge y Lena en la cual logró obtener su primer Grammy Latino.
Este EP es un adelanto de su quinto disco de estudio Mentiras sinceras que será lanzado el 4 de diciembre de 2012.

## Lista de canciones
1. Ella vive en mi
2. Mentiras sinceras
3. Estar contigo